# Symfonie nr. 1 (Alnæs)
De Symfonie nr. 1 van de Noorse componist Eyvind Alnæs beleefde haar première op 5 maart 1898.
Symfonieën van Noorse componisten uit de 19e eeuw zijn schaars. Dat lag niet aan de componisten, want zij konden zich goed muzikaal profileren met werken in het standaardrepertoire als symfonieën en concerto’s. Het probleem lag meer bij de muzikale cultuur in Noorwegen. Behalve het Bergen filharmoniske orkester had dit land geen symfonieorkesten. Denemarken en Zweden hielden het land cultureel onder de duim. Pas in de laatste jaren van de 19e eeuw, toen Noorwegen een sterkere wil vertoonde naar onafhankelijkheid, kwam er muzikaal enige ruimte. Het Oslo Filharmoniske Orkester ontstond echter pas in 1919.
Noorse componisten blonken daarom uit in de kamermuziek. Talloze werkjes verschenen bijvoorbeeld voor pianosolo of als begeleidend muziekinstrument in liederen. Het oeuvre van Alnæs laat dat ook duidelijk zien. Toch presteerde Alnæs het om gedurende zijn jeugdige jaren een symfonie op papier en lessenaar te krijgen. Die eerste uitvoering vond plaats in Oslo; niet door een symfonieorkest, maar door het toen gerenommeerde orkest van het Nationalteatret. De musici moesten het wel vanuit het manuscript lezen. Iver Holter gaf toen leiding aan die uitvoering in Logens Store Sal te Oslo. 
De symfonie werd positief ontvangen. Critici en publiek vonden de symfonie theoretisch goed, krachtig en transparant geschreven. De symfonie vertrok vervolgens naar Leipzig, destijds een muzikaal centrum. In 1900 had Johan Halvorsen het werk op zijn lessenaar toen hij dirigent was bij het orkest van het Nationaltheater. Alle goede signalen na die uitvoeringen ten spijt, verdween het werk hierna uit beeld. De enige verklaring die hiervoor misschien te bedenken is, is dat Alnæs weinig binding had met orkesten. Hij zat meer in de hoek van orgel en het dirigeren en begeleiden van koren.
In 2009 kwam het werk weer boven tafel toen Sterling het liet opnemen voor haar serie vergeten Scandinavische (orkest)werken. Bij de uitgave wordt de muziek wel vergeleken met Pjotr Iljitsj Tsjaikovski (Symfonie nr. 4 en muziek van Sergej Rachmaninov. Het begin van het vierde deel doet denken aan de Academische Festoverture van Brahms. De muziek hoort zonder meer thuis in de romantiek, want Sturm und Drang is volop aanwezig.
De symfonie kent de vaste indeling van vier delen:
1. Allegro patetico; met het thema verspreid over het gehele orkest;
2. Adagio in ABABA-vorm
3. Allegro; het scherzo
4. Non troppo allegro

Eyvind schreef zijn symfonie voor:
- 2 dwarsfluiten, 2 hobo’s, 2 klarinetten, 2 fagotten
- 4 hoorns,  2 trompetten, 3 trombones, 1 tuba
- pauken,
- violen, altviolen, celli, contrabassen